# Moita
Moita és un municipi portuguès, situat al districte de Setúbal, a la regió de Lisboa i a la subregió de Península de Setúbal. L'any 2006 tenia 71.019 habitants. Es divideix en 6 freguesias. Limita al nord i a l'est amb Montijo, al sud-est amb Palmela, a l'oest amb Barreiro i al nord-oest amb estreta franja amb el litoral de l'estuari del Tajo.

## Demografia
| Població del concelho de Moita (1801 – 2004) | Població del concelho de Moita (1801 – 2004) | Població del concelho de Moita (1801 – 2004) | Població del concelho de Moita (1801 – 2004) | Població del concelho de Moita (1801 – 2004) | Població del concelho de Moita (1801 – 2004) | Població del concelho de Moita (1801 – 2004) | Població del concelho de Moita (1801 – 2004) | Població del concelho de Moita (1801 – 2004) |
| -------------------------------------------- | -------------------------------------------- | -------------------------------------------- | -------------------------------------------- | -------------------------------------------- | -------------------------------------------- | -------------------------------------------- | -------------------------------------------- | -------------------------------------------- |
| 1801                                         | 1849                                         | 1900                                         | 1930                                         | 1960                                         | 1981                                         | 1991                                         | 2001                                         | 2004                                         |
| 1261                                         | 2273                                         | 6350                                         | 9486                                         | 29110                                        | 53240                                        | 65086                                        | 67449                                        | 70226                                        |

## Freguesies
- Alhos Vedros
- Baixa da Banheira
- Gaio-Rosário
- Moita
- Sarilhos Pequenos
- Vale da Amoreira